# Bomberman Live: Battlefest
Bomberman Live: Battlefest est un jeu vidéo d'action développé par Pi Studios sur Xbox 360. Il est disponible en téléchargement depuis le 8 décembre 2010 à partir de la plate-forme de téléchargement Xbox Live Arcade.

## Système de jeu
Bomberman Live: Battlefest reprend le principe des Bomberman traditionnels. Jusqu'à huit joueurs s'affrontent sur un plateau de jeu en vue de dessus. Les joueurs doivent utiliser des bombes pour faire exploser et ainsi vaincre leurs adversaires. Les joueurs doivent faire exploser les briques qui leur bloquent le passage afin d'atteindre leurs adversaires. En détruisant des briques, certains pouvoirs peuvent apparaître. Certains augmentent la vitesse, d'autres augmentent la puissance des bombes, etc. Le joueur qui n'a pas encore été atteint par une explosion à la fin de chaque tour gagne la partie.